# Meir Heath
Meir Heath – wieś w Anglii, w hrabstwie Staffordshire, w dystrykcie Stafford. Leży 17 km na północ od miasta Stafford i 211 km na północny zachód od Londynu.